# Senza luce (romanzo)
Senza luce (Lightless) è un romanzo di fantascienza della scrittrice statunitense C.A. Higgins, edito nel 2015.
Proposto come un thriller psicologico, è il romanzo di debutto di C.A. Higgins. È stato seguito da altri due titoli, nel 2016 Supernova, e Radiazioni oscure uscito il 23 maggio del 2017 negli Stati Uniti, in quella che è stata indicata come la trilogia di Lightless.
È stato edito per la prima volta in italiano nel 2017, tradotto da Annarita Guarnieri, nella collana Urania di Mondadori.

## Ambientazione
Il romanzo è ambientato interamente sulla nave spaziale Ananke: un veicolo progettato quale dimostratore tecnologico di una nuova fonte energetica che aprirebbe agli uomini un'energia infinita e la possibilità di raggiungere le stelle. L'Ananke appartiene alla flotta del Sistema, il governo militare che dai pianeti terrestri governa con pugno dittatoriale la vasta umanità che ha colonizzato il sistema solare, fino alle sue regioni più remote.
È attraverso le vicende che si verificano sulla nave che il lettore viene a conoscenza della ribellione che le popolazioni delle lune dei pianeti esterni conducono per liberarsi dal giogo del Sistema.

## Trama
L'Ananke, il cui equipaggio è costituito da sole tre persone: il capitano Willem Domitian, il fisico Rufus Gagnon e il tecnico informatico Althea Bastet, è abbordata da due ladruncoli, Matthew Gale e Leontis Ivanov, ricercati dai servizi segreti del Sistema perché si ritiene che siano collegati alla lontana con la terrorista Mallt-y-Nos (dal personaggio della mitologia gallese Mallt-y-Nos). Sebbene siano presto catturati, riescono a interagire con il computer di bordo, condizionandone il funzionamento ai propri obiettivi. Così Matthew Gale riesce presto a fuggire.
La cattura di Leontis Ivanov, tuttavia, porta sulla nave un agente del Sistema, Ida Stays, che ritiene di poter ricavare dal prigioniero informazioni sulla vera identità della Mallt-y-Nos. Procede quindi con un lungo interrogatorio, che si potrae per diverse settimane, durante il quale ciascun protagonista condiziona ed è condizionato dagli altri, nel tentativo di prendere tempo e conseguire il proprio obiettivo.
L'opera si conclude con una serie di colpi di scena: mentre il computer di bordo dell'Ananke acquisisce coscienza propria, viene rivelata l'identità della Mallt-y-Nos, riuscita nel proprio obiettivo.

## Critica
Sarah Lyall ha espresso sul New York Times un giudizio positivo sul romanzo, con una «trama avvincente» ed una «bella prosa». Ha apprezzato la descrizione del computer dell'Ananke, trovandovi una similitudine con Mike de La Luna è una severa maestra di Robert A. Heinlein, e il rapporto tra i personaggi di Leontis Ivanov e Ida Stays (che le ricorda la Signora Coulter de Queste oscure materie di Philip Pullman), nel corso dei lunghi interrogatori. Viceversa, rimprovera all'autrice che alcune variazioni nel punto di vista narrativo non possano essere colte con immediatezza dal lettore, la presenza di alcune ripetizioni e la cruda morte di alcuni personaggi nel finale. Su Kirkus Reviews, è stato indicato tra i migliori libri di finzione del 2015.

## Edizioni
- (EN) C.A. Higgins, Lightless, Del Rey, 2015.
- C.A. Higgins, Senza luce, traduzione di Annarita Guarnieri, Urania n° 1641, Milano, Arnoldo Mondadori Editore, 2017.